# Josef Kehrer
Josef Kehrer (* 14. Oktober 1909 in Wernberg-Köblitz; † 30. April 1945 ebenda) war ein deutscher römisch-katholischer Landrat und Märtyrer.

## Leben
Josef Kehrer war zusammen mit Monsignore Adalbert Vogl, Josef Bruckmayer, Hans Riehl, Ludwig Schön, Martin Seidel, Josef Stegmair, Max Storfinger und Adam Wehnert Ende April 1945 Opfer der zu den Endphaseverbrechen zählenden Bürgermorde von Altötting. Im Moment des Heranrückens der US-Truppen hatten sie versucht, ihre Heimatstadt von der NS-Herrschaft zu befreien, um damit eine Zerstörung zu verhindern.
Josef Kehrer war der amtierende Landrat des Landkreises Altötting. Als Studienfreund von Rupprecht Gerngross hatte er Kenntnis von dessen Widerstandsgruppe Freiheitsaktion Bayern und führte (zeitgleich zu dem Münchener Aufstand) den Aufstand in Altötting. Beide misslangen. Das Landratsamt wurde am 28. April von der SS besetzt und Kehrer so schwer verletzt, dass er am 30. April starb.

## Gedenken
Die deutsche Römisch-katholische Kirche hat Josef Kehrer als Märtyrer aus der Zeit des Nationalsozialismus in das deutsche Martyrologium des 20. Jahrhunderts aufgenommen.